# جبل الحريف
جبل الحريف أو جبل الحريث هو مرتفع جبلي يقع في القديح، بمحافظة القطيف، من المنطقة الشرقية للمملكة العربية السعودية. نُسف هذا جبل الحريف بالديناميت عام 1369هـ ليستفاد من صخوره في ردم الطريق بين حاضرة القطيف وجزيرة تاروت.

## جيولوجيا الجبل
الجبل اتخذ شكل الهضبة المسطحة المرتفعة قليلاً عما حولها، وهي مستطيلة الشكل يبلغ طولها من الشمال إلى الجنوب 110 أمتار تقريباً، وأقصى عرض لها من الشرق إلى الغرب 70 متراً أما ارتفاعها فلم يكن يتجاوز 5 أمتار عما حولها، وقد كُسحت هذه الهضبة في الثمانينيات. بُني على موقعها الحالي مركز فقر الدم المنجلي بالقطيف. ويقع جبل الحريف عند نهاية سبخة العوامية الأصلية.
يتكون جبل الحريف من كتلتين صخريتين يشقهما طريق ضيق يوصل إلى العوامية. ويضم الجبل عدة مناطق وأحياء محلية تُسمَّى بريَّة الحريف وهي تقع إلى الجنوب من أرض الزارة بـ100 متر، وتتضمن عدة معالم، منها: عين الزارة أو عين جبل الحريف أو عين الحريف. ومسجد الحريف.

### عين الحريف
امتاز جبل الحريف بعين غزيرة الماء تُسمَّى تخرج من الركن الشمالي الغربي مباشرة لها. وكانت تُعرف بعين الحريف نسبة إلى برية الحريف ويعتقد باحثون أن هذه العين هي التي كانت تُعرف قديماً باسم «عين الزارة».

## الآثار والأحفورات
وجدت آثار نحت لصور آدمية وحيوانات لم يتم توثيقها في المنطقة، إلا أن سكاناً محليين يؤكدون وجودها. كما وجدت رسومات منحوتة عليه كآثار رسم لأسد مشقوق من وسطه ويمر بجانبه جدول ماء يخرج من فمه مبيناً.

## مسجد الحريف
مسجد تاريخي من المعالم الباقية من جبل الحريف، بُني لخدمة القادمين من خارج القطيف، على مجرى ماء تسمى «عين الوسائع».

## التاريخ
يُرجَّح أن برية الحريف هي ما كان يُعرف قديماً باسم ميدان الزارة الذي ذكره المؤرخون الأوائل في أخبار الثائر العبدي الريان النكري نسبة إلى بني نكرة بن لكيز بن أفصى بن عبد القيس. والذي ذكروا أنه خرج ثائراً على بني أمية عام 79 للهجرة من قريته المعروفة بـ (طاب) من قرى الخطّ، فطرد والي الأمويين من القطيف، ثم احتمى بحصن الزارة؛ إلا أنّ الأمويين سرعان ما أرسلوا له جيشاً بقيادة يزيد بن أبي كبشة، فالتقوا بميدان الزارة، ودارت الدائرة على الريان ومن معه، فقُتلوا، وصُلبت أجسادهم.
وقد ذكر العالم اللغوي الكبير أبو منصور الأزهري عين الزارة في كتابه الشهير «تهذيب اللغة»، وذلك عندما وقع في أسر القرامطة عام 311هـ، فقال عنها: «عين الزارة بالبحرين معروفة، والزارة قرية كبيرة بها.»

## وصلات خارجية
- القديح، مسجد جبل الحريف التاريخي على اليوتيوب.